# Lear Corporation
Lear Corporation – amerykańskie przedsiębiorstwo z siedzibą w Southfield w stanie Michigan, zajmujące się produkcją siedzeń, komponentów elektronicznych i oprogramowania dla sektora motoryzacyjnego. W 2015 roku firma zajęła 174. pozycję w rankingu Fortune 500.
Założone w 1917 roku przez Freda Matthaei pod nazwą American Metal Products, przedsiębiorstwo początkowo zajmowało się produkcją elementów stalowych dla sektora motoryzacyjnego i lotniczego oraz zatrudniało 18 pracowników w jednej fabryce. W 1928 firma wyprodukowała pierwszą ramę stalową fotela samochodowego, tym samym weszła w segment produkcji siedzeń samochodowych. W 1994 roku spółka weszła na giełdę. W 1999 Lear za kwotę około 2,3 mld USD przejęło UT Automotive, amerykańskiego dostawcę podzespołów elektronicznych dla sektora motoryzacyjnego, tym samym przedsiębiorstwo rozpoczęło prowadzenie działalności w tym segmencie.
W 2015 roku Lear prowadziło działalność poprzez 240 zakładów w 36 krajach, w tym 82 zakłady produkcyjne just-in-time, 112 zakładów produkcyjnych komponentów dedykowanych, 6 zakładów dystrybucji, 6 centrów technologicznych oraz 34 zakłady administracyjne lub techniczne. Wśród 240 zakładów, w których przedsiębiorstwo prowadzi działalność, 142 zakłady to zakłady wynajmowane, a 98 zakładów należy do Lear.
Do głównych klientów Lear Corporation należą Ford (22,5% sprzedaży w 2015 roku), General Motors (20%) oraz BMW (10,5%).

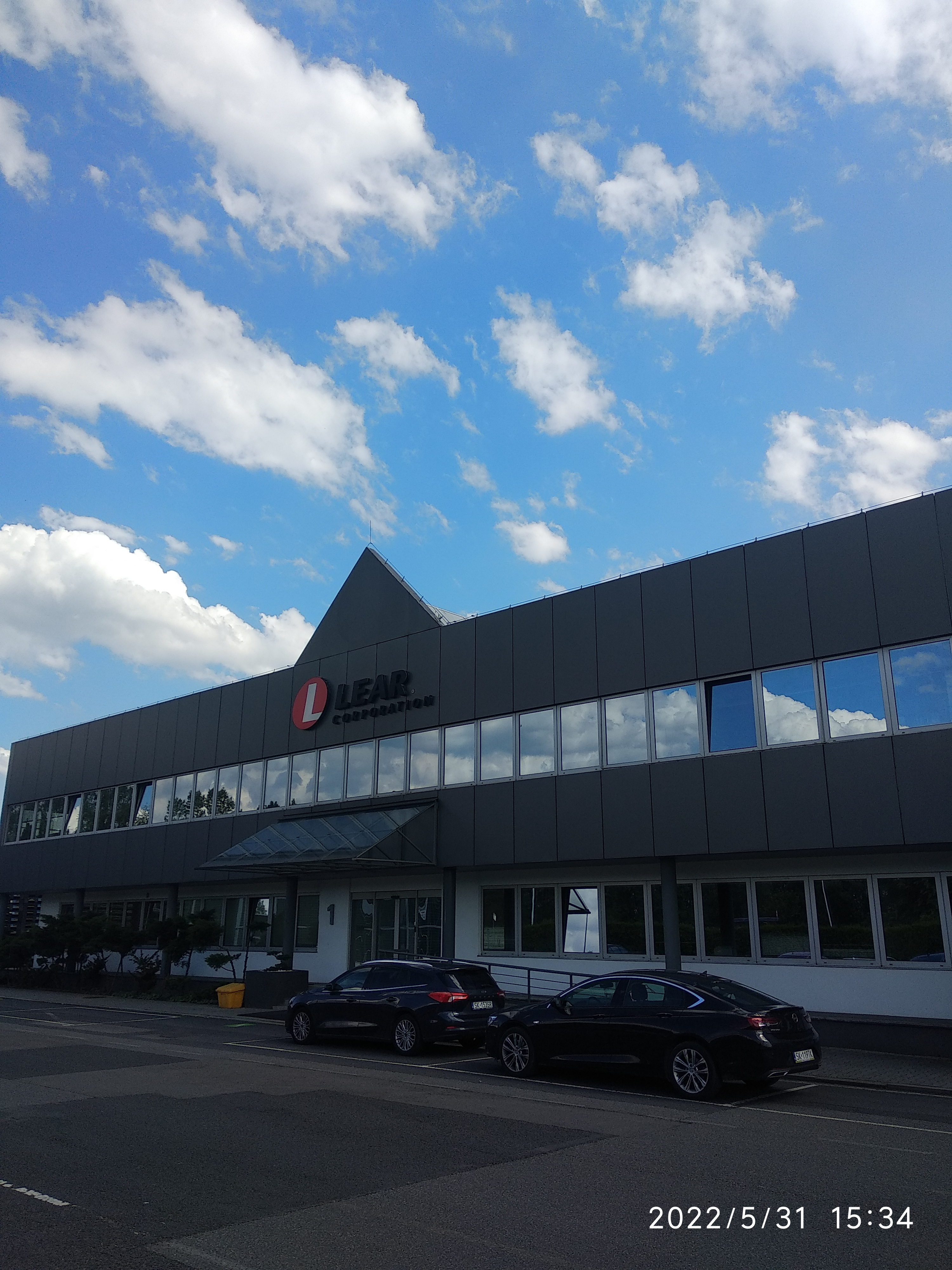

## Działalność w Polsce
5 spośród 240 zakładów Lear znajduje się w Polsce:
- Mielec – zakład w Mielcu, uruchomiony w 1997 roku, wytwarzający wiązki elektryczne do samochodów osobowych i zatrudniający około 3700 osób[5].
- Tychy JIT – zakład w Tychach, uruchomiony w 1998 roku, wytwarzający zagłówki, podłokietniki, poszycia i pianki siedzeń i zatrudniający około 1600 pracowników[6].
- Jarosław – zakład w Jarosławiu, uruchomiony w 2004 roku, wytwarzający poszycia siedzeń i zatrudniający około 2800 pracowników[7].
- Tychy Structures – zakład w Tychach, uruchomiony w 2005 roku, wytwarzający konstrukcje siedzeń samochodowych i zatrudniający około 500 pracowników[8].
- Legnica Structures – zakład w Legnicy, uruchomiony w 2012 roku, wytwarzający konstrukcje stalowe, prowadnice i mechanizmy siedzeń oraz zatrudniający około 500 pracowników[9].